# Knautiabij
De knautiabij (Andrena hattorfiana) is een solitaire bij uit de familie Andrenidae. De wetenschappelijke naam van de soort is gepubliceerd in 1775 door Fabricius.
De knautiabij is zeer afhankelijk van de beemdkroon, een plant die veel nectar bevat. Aangezien deze plant de laatste jaren sterk afgenomen is, staat de knautiabij op de Rode lijst van Bijen. De bij heeft zijn naam in het Nederlands te danken aan de wetenschappelijke naam van de plant: Knautia arvensis.
De knautiabij is vooral actief in de maanden juni en juli. Tijdens deze periode bloeit de beemdkroon.